# Oracular Spectacular
Oracular Spectacular är det första stora skivsläppet från amerikanska indierock-bandet MGMT. Det utgavs först i digital form 2 oktober 2007 på Columbia Records och som CD och LP 22 januari 2008. Albumet innehåller nya versioner på både "Kids" och "Time to Pretend", som var med på deras EP Time to Pretend EP. Pitchfork Media har jämfört MGMT med Muse och Mew blandat med britpop från 90-talet. Tidningen Prefix tyckte albumet lät som ett "studentrumsexperiment som gått extremt bra." NME utsåg albumet till årets bästa 2008.

## Låtlista
1. "Time to Pretend" – 4:20
2. "Weekend Wars" – 4:12
3. "The Youth" – 3:48
4. "Electric Feel" – 3:49
5. "Kids" – 5:02
6. "4th Dimensional Transition" – 3:58
7. "Pieces of What" – 2:43
8. "Of Moons, Birds & Monsters" – 4:46
9. "The Handshake" – 3:39
10. "Future Reflections" – 4:00

## Listplaceringar
| Land/Lista (2008)               | Topplaceringar | Certifiering | Försäljning |
| ------------------------------- | -------------- | ------------ | ----------- |
| USA / Billboard 200             | 60             |              |             |
| USA / Billboard Top Heatseekers | 1              |              |             |
| Storbritannien                  | 12             |              |             |
| Irland                          | 5              |              |             |
| Italien                         | 85             |              |             |
| Australien                      | 6              | Platina      | 70,000+     |
| Mexiko                          | 74             |              |             |
| Nya Zeeland                     | 22             |              |             |
| Japan                           | 161            |              |             |